# It's All Your Fault
It's All Your Fault es una canción Pop-rock del quinto álbum de la cantante estadounidense Pink, Funhouse. La canción fue escrita por Pink y Max Martin, quien también produjo la canción, además de otras tres canciones del álbum incluyendo el exitoso sencillo So What, Please Don't Leave Me y I Don't Believe You . La cantante presente la canción como parte de su repertorio en su Funhouse tour.

## Estructora
La pista es una canción de rock orientado con Dance Pop y las influencias electrónicas. Se habla, como la mayoría de las canciones del Funhouse sobre la ruptura con su marido, Carey Hart. Es una canción furiosa, que demuestra angustia y dolor, como Pink culpa a su amante por darle esperanzas de una relación de amor, simplemente renuncia a ella.

## Recepción
La canción fue bien recibida por los críticos, quienes revisaron Funhouse. Las guitarras utilizadas en la canción se describían como "creciente". Algunos críticos describen la canción como una "elección ideal para un solo." "It's All Your Fault" que se describió como roquero, y se comparó con su gran éxito So What, ya que las dos canciones fueron producidas por la mismo persona, Max Martin.
- Datos: Q9010027